# Lijst van voetbalinterlands Bangladesh - Pakistan
Deze lijst van voetbalinterlands is een overzicht van alle officiële voetbalinterlands tussen de nationale teams van Bangladesh en Pakistan. De landen hebben tot nu toe zeventien keer tegen elkaar gespeeld. De eerste ontmoeting was een vriendschappelijke wedstrijd op 12 februari 1982 in Karachi. Het laatste duel, een groepswedstrijd tijdens het Zuid-Azië Cup 2018, werd gespeeld in Dhaka op 6 september 2018.

## Wedstrijden
| №  | Plaats    | Datum            | Competitie                  | Wedstrijd             | Uitslag |
| -- | --------- | ---------------- | --------------------------- | --------------------- | ------- |
| 1  | Karachi   | 12 februari 1982 | Vriendschappelijk           | Pakistan − Bangladesh | 2 − 1   |
| 2  | Pesjawar  | 2 mei 1985       | Vriendschappelijk           | Pakistan − Bangladesh | 1 − 3   |
| 3  | Dhaka     | 21 december 1985 | Zuid-Aziatische Spelen 1985 | Bangladesh − Pakistan | 2 − 1   |
| 4  | Calcutta  | 25 november 1987 | Zuid-Aziatische Spelen 1987 | Pakistan − Bangladesh | 1 − 0   |
| 5  | Islamabad | 26 oktober 1989  | Zuid-Aziatische Spelen 1989 | Pakistan − Bangladesh | 1 − 0   |
| 6  | Colombo   | 24 december 1991 | Zuid-Aziatische Spelen 1991 | Pakistan − Bangladesh | 1 − 0   |
| 7  | Colombo   | 25 maart 1995    | Zuid-Azië Cup 1995          | Pakistan − Bangladesh | 1 − 0   |
| 8  | Margao    | 24 april 1999    | Zuid-Azië Cup 1999          | Pakistan − Bangladesh | 0 − 4   |
| 9  | Karachi   | 14 december 2005 | Zuid-Azië Cup 2005          | Bangladesh − Pakistan | 1 − 0   |
| 10 | Dhaka     | 22 december 2005 | Azië Cup 2007 kwalificatie  | Bangladesh − Pakistan | 0 − 0   |
| 11 | Karachi   | 26 december 2005 | Azië Cup 2007 kwalificatie  | Pakistan − Bangladesh | 0 − 1   |
| 12 | Dhaka     | 6 december 2009  | Zuid-Azië Cup 2009          | Bangladesh − Pakistan | 0 − 0   |
| 13 | Dhaka     | 29 juni 2011     | WK 2014 kwalificatie        | Bangladesh − Pakistan | 3 − 0   |
| 14 | Lahore    | 3 juli 2011      | WK 2014 kwalificatie        | Pakistan − Bangladesh | 0 − 0   |
| 15 | New Delhi | 2 december 2011  | Zuid-Azië Cup 2011          | Bangladesh − Pakistan | 0 − 0   |
| 16 | Kathmandu | 5 september 2013 | Zuid-Azië Cup 2013          | Bangladesh − Pakistan | 1 − 2   |
| 17 | Dhaka     | 6 september 2018 | Zuid-Azië Cup 2018          | Bangladesh − Pakistan | 1 − 0   |

## Samenvatting
| Competitie             | Totaal gespeeld | Winst Bangladesh | Gelijk | Winst Pakistan | Doelsaldo Bangladesh – Pakistan |
| ---------------------- | --------------- | ---------------- | ------ | -------------- | ------------------------------- |
| WK-kwalificatie        | 2               | 1                | 1      | 0              | 3 − 0                           |
| Azië Cup-kwalificatie  | 2               | 1                | 1      | 0              | 1 − 0                           |
| Zuid-Azië Cup          | 7               | 3                | 2      | 2              | 7 − 3                           |
| Zuid-Aziatische Spelen | 4               | 1                | 0      | 3              | 2 − 4                           |
| Vriendschappelijk      | 2               | 1                | 0      | 1              | 4 − 3                           |
| Totaal                 | 17              | 7                | 4      | 6              | 17 − 10                         |

Wedstrijden bepaald door strafschoppen worden, in lijn met de FIFA, als een gelijkspel gerekend.